# Tellurek bizmutu(III)
Tellurek bizmutu(III) – substancja w postaci szarego proszku powstająca z połączenia bizmutu z tellurem. Komórka elementarna Bi2Te3 przyjmuje strukturę trygonalną.
Tellurek bizmutu jest półprzewodnikiem wykorzystywanym w elementach chłodniczych, a także w budowie przenośnych generatorów prądu. Właściwości termoelektryczne wzmacnia się poprzez domieszkowanie antymonem lub selenem. W takiej postaci wykorzystywany jest między innymi do produkcji ogniw Peltiera, osiągając wysoki współczynnik termoelektryczny.
Efektywność materiałów opartych na tellurku bizmutu, można poprawić poprzez tworzenie struktur o zmniejszonym jednym lub większej ilości wymiarów – na przykład nanodrutów czy cienkich powłok.